# Nagaokakyō
Nagaokakyō (japanisch 長岡京市, -shi) ist eine japanische Stadt im Süden der Präfektur Kyōto.

## Geschichte
Von 784 bis 794 befand sich auf dem heutigen Stadtgebiet, sowie der Nachbarstadt Mukō und dem Kyōtoer Stadtbezirk Nishikyō-ku die Hauptstadt Japans Nagaoka-kyō. Aufgrund der kurzen Lebzeit wurde sie später für eine „Phantomhauptstadt“ gehalten, bis zu den Ausgrabungen des Oberschullehrers Shuichi Nakayama (中山 修一) im Jahre 1954.
Am 1. Oktober 1949 wurde die Gemeinde Nagaoka (長岡町, -chō) aus der Vereinigung der drei Dörfer Shinkōtari (新神足村, -mura), Kaiinji (海印寺村, -mura) und Otokuni (乙訓村, -mura) des Landkreises Otokuni gegründet.
Am 1. Oktober 1972 wurde die Chō Nagaoka zur Shi ernannt. Da es aber bereits eine Shi Nagaoka gab, benannte sich die Gemeinde in Nagaokakyō um.

## Sehenswürdigkeiten
- Jōkoku-ji
- Nagaoka Tenman-gū

## Verkehr
- Straße:
  - Nationalstraße 171
- Zug:
  - JR Kyōto-Linie: nach Kyōto und Osaka
  - Hankyū Kyōto-Hauptlinie

## Weblinks

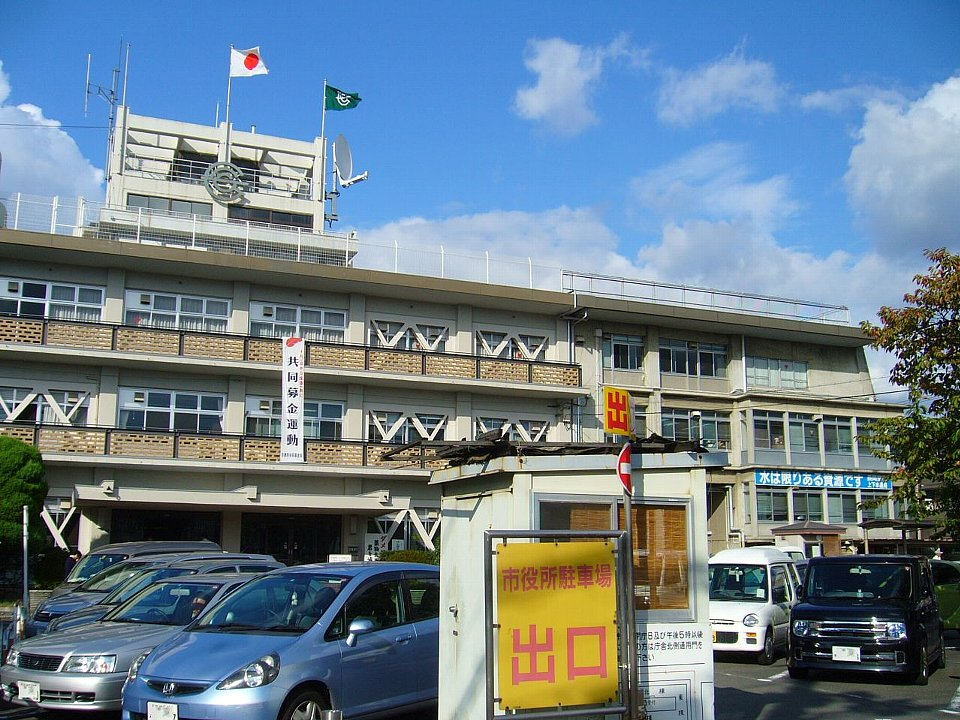
Rathaus von Nagaokakyō

## Angrenzende Städte und Gemeinden
- Präfektur Kyōto
  - Kyōto
  - Mukō
  - Ōyamazaki
- Präfektur Osaka
  - Shimamoto

## Söhne und Töchter der Stadt
- Akihiro Ienaga (* 1986), Fußballspieler
- Ayumi Kaihori (* 1986), Fußballspielerin
- Takashi Usami (* 1992), Fußballspieler
- Toshikazu Yamanishi (* 1996), Geher